# Nellie Clifden
Nellie Clifden war eine irische Schauspielerin, die eine Affäre mit Edward, Prince of Wales hatte. Sie trafen sich 1861, als Prince Edward zehn Wochen im Curragh Camp in Irland bei den Grenadier Guards verbrachte.
Als die Informationen über den Vorfall Prinz Edwards Eltern erreichten, Prinz Albert von Sachsen-Coburg und Gotha und Königin Victoria von England, besuchte sein Vater ihn an seinem Studienort in Cambridge. Sie unternahmen einen langen Spaziergang im Regen, um über die Affäre zu sprechen. Prinz Albert starb bald danach und Königin Victoria gab Prinz Edward und der Affäre die Schuld am Tod ihres Mannes.
Sie sagte: „He had been killed by that dreadful business.“ (Er wurde von dieser schrecklichen Angelegenheit getötet.)
Die Beziehung zwischen Nellie Clifden und dem Fürsten von Wales endete bald darauf. 1863 heiratete er Prinzessin Alexandra von Dänemark, hatte aber weiterhin Affären mit anderen Frauen.